# Peposaka-eend
De peposaka-eend (Netta peposaca) is een eend die oorspronkelijk uit Zuid-Amerika komt.

## Beschrijving
De woerd is het hele jaar in het prachtkleed: De kop, hals en borst zwart. De onderkant is grijs en de snavel heeft vlak bij het voorhoofd een karmozijnrode knobbel. De ogen zijn oranjerood en de poten zijn gelig. Het vrouwtje wordt van de krooneend onderscheiden door een donkerbruin verenkleed en een witachtige kin.

## Verspreiding en habitat
De peposaka-eend leeft in zuidelijk Zuid-Amerika, met name van Brazilië en Paraguay tot centraal Argentinië en centraal Chili. Daar leeft hij in kleine, weelderige begroeide plassen op de pampa en meren met biezengordels in het kustgebied.

## Status
De grootte van de populatie wordt geschat op een miljoen vogels. Op de Rode lijst van de IUCN heeft deze soort de status niet bedreigd.

## Houden en fokken
Deze decoratieve soort is vreedzaam, niet veeleisend en winterhard. Een kleine tuinvijver is al geschikt voor een enkel paar, maar grotere vijvers zijn beter. Het is grotendeels een planteneter die gazons afgraast en graag zachte plantendelen eet. Peposaca's kunnen wel kruisen met andere duikeenden. Het fokken gaat eenvoudig. Het nest wordt gebouwd op droge grond tussen gras en kruiden. De peposakaeend broedt ook graag in eendenhuisjes en nestkasten. De broedtijd begint vanaf half mei met 10 tot 12 eieren, de kleur van de eieren is grijsgroen. De broedduur is 27 tot 29 dagen. Wijfjes broeden betrouwbaar en brengen de jongen voorbeeldig groot. Kuikens zijn robuust en gemakkelijk groot te brengen. Jonge woerden krijgen tegen het eind van het eerste jaar het volwassen kleed. Vrouwtjes leggen pas aan het eind van het tweede levensjaar.